# Alice Bacquié
Alice Bacquié (* 23. Juli 1995) ist eine ehemalige französische Tennisspielerin.

## Karriere
Bacquié bevorzugt Sandplätze und bestritt hauptsächlich Turniere der ITF Women’s World Tennis Tour, wo sie vier Doppeltitel gewinnen konnte.

## Turniersiege

### Doppel
| Nr. | Datum           | Turnier          | Kategorie   | Belag     | Partnerin        | Finalgegnerinnen                                   | Ergebnis         |
| --- | --------------- | ---------------- | ----------- | --------- | ---------------- | -------------------------------------------------- | ---------------- |
| 1.  | 18. April 2015  | Port El-Kantaoui | ITF $10.000 | Hartplatz | Estelle Cascino  | Audrey Albié Carla Touly                           | 6:3, 4:6, [10:5] |
| 2.  | 10. April 2016  | Hammamet         | ITF $10.000 | Sand      | Irina Bara       | Inès Ibbou Kelia Le Bihan                          | 6:1, 6:0         |
| 3.  | 13. Mai 2016    | Monzón           | ITF $10.000 | Hartplatz | Gabriella Taylor | Estrella Cabeza Candela Cristina Sánchez-Quintanar | 6:1, 6:1         |
| 4.  | 8. Oktober 2016 | Hammamet         | ITF $10.000 | Sand      | Pia König        | Fernanda Brito Noelia Zeballos                     | 6:4, 6:1         |